# Feridun Sinirlioğlu
Feridun Sinirlioğlu (ur. 30 stycznia 1956 w Görele, prowincja Giresun) – turecki dyplomata, w 2015 minister spraw zagranicznych w rządzie Ahmeta Davutoğlu.

## Życiorys
Ukończył studia z zakresu stosunków międzynarodowych na wydziale nauk politycznych Uniwersytetu w Ankarze. Studia z zakresu administracji kontynuował na Uniwersytecie Bosforu. W 1983 rozpoczął pracę na stanowisku trzeciego sekretarza w dziale kadr ministerstwa spraw zagranicznych. W 1985 objął stanowisko II sekretarza w ambasadzie tureckiej w Hadze, z czasem awansując na stanowisko sekretarza generalnego ambasady. W 1988 został przeniesiony do ambasady tureckiej w Bejrucie, a następnie w 1990 do ambasady tureckiej w Atenach. W 1992 pełnił funkcję podsekretarza przy Stałym Przedstawicielstwie Turcji przy ONZ. W latach 2002–2007 pełnił funkcję ambasadora Turcji w Izraelu.
W latach 1991–1992 pełnił funkcję doradcy premiera Süleymana Demirela, a następnie w latach 1996-2000 doradcy prezydenta Turcji, odpowiedzialnego za kwestie bliskowschodnie i północnoafrykańskie. W 2009 objął stanowisko podsekretarza w ministerstwie spraw zagranicznych.
Kryzys rządowy po wyborach w czerwcu 2015 spowodował konieczność powołania rządu technicznego, który miał pełnić swoją funkcję do nowych wyborów rozpisanych na listopad 2015. Stanowisko ministra w rządzie kierowanym przez Ahmeta Davutoğlu powierzono Feridunowi Sinirlioğlu, jako politykowi niezależnemu. W 2016 objął stanowisko przedstawiciela Turcji przy ONZ.
Jest żonaty (żona Ayşe Sinirlioğlu), ma dwoje dzieci.